# 青山エムズタワー
座標: 北緯35度40分08.35秒 東経139度43分00.68秒 / 北緯35.6689861度 東経139.7168556度

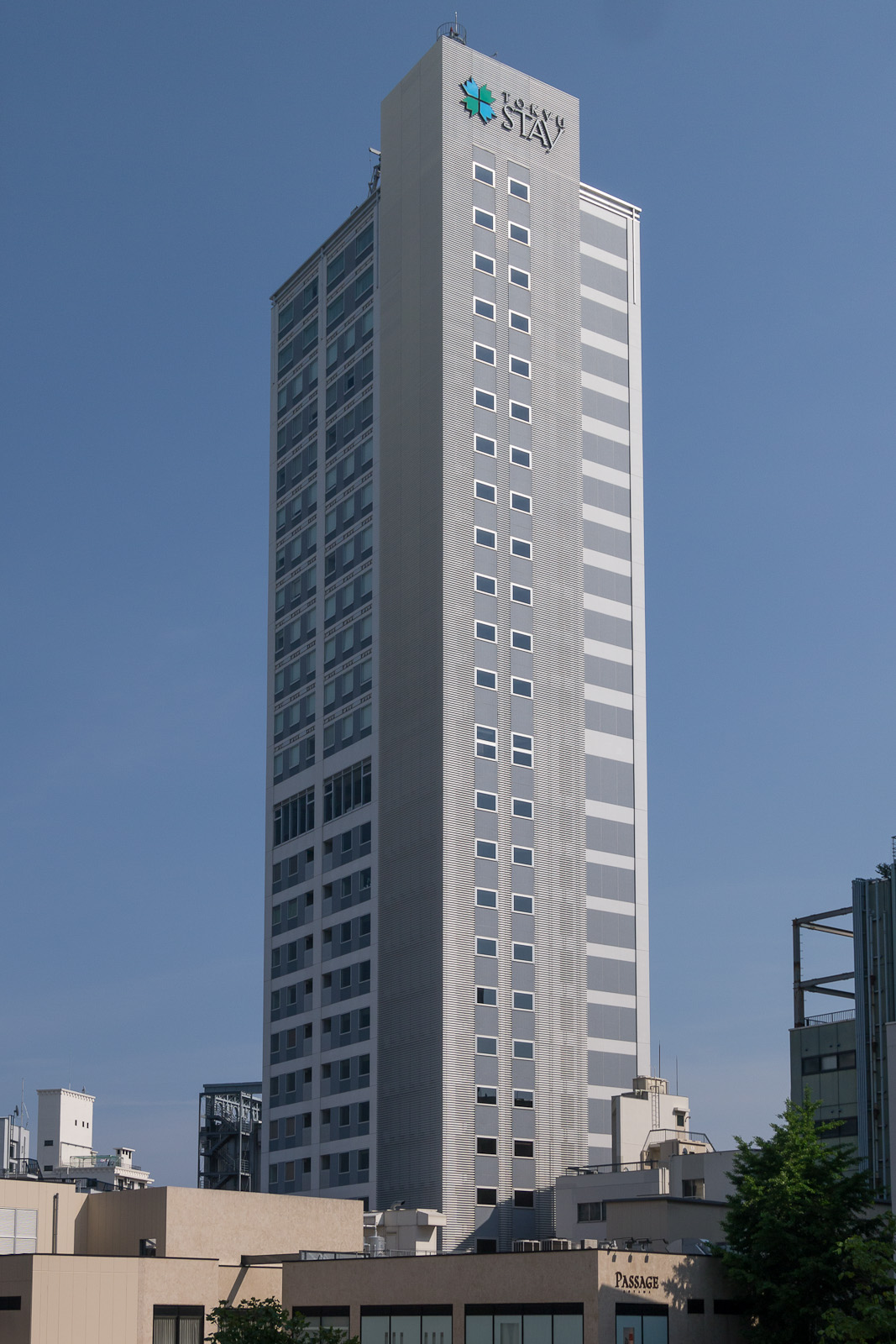
青山M'sタワー

青山エムズタワー（あおやまエムズタワー、Aoyama M's Tower）は、東京都港区南青山2にある高層ビルディングである。東京地下鉄の子会社である東京メトロ都市開発株式会社（東京都新宿区）が所有・運営しており、テナントとしてホテル、住居、及び商業施設が入居している。

## 概要
施設は地上25階・地下1階建ての高層棟と地上2階・地下1階の低層棟から構成され、2008年（平成20年）3月31日に完成、同年4月11日に開業した。建物の延べ床面積は14,400m2。敷地・建物はL字型の形状で、交差点をまたいで青山通りと外苑西通りの2方向に開口している。
完成後には不動産会社・東急リロケーションとの賃貸契約により、高層棟には滞在型ホテル「東急ステイ青山プレミア」（170室、13-25階）と家具付き賃貸マンション「東急ステイ青山レジデンス」（50室、3-12階）が入居し、低層棟は商業施設「パサージュ青山」となっている。ホテルと住居はいずれも東急ステイサービスが運営しており、ホテルは「東急ステイ」の旗艦ホテルとの位置付けで中長期の滞在に適う小型キッチンや洗濯乾燥機などを各部屋に整備、ビジネスユースや外国人長期滞在者の取り込みを狙ったもの、家具付きの賃貸マンションは東京都内で2件目となる「東急ステイレジデンス」で住戸面積が35-50m2、ホテルのフロントサービスの利用が可能で月額賃料は42万円から（開業時）とされた。
なお、このビルの建設や管理・運営手法などについて、猪瀬直樹東京都副知事（当時）が著書『地下鉄は誰のものか』で苦言を呈している。

## 青山メトロ会館
青山エムズタワーの所在地は「青山メトロ会館」の跡地である。同会館は、帝都高速度交通営団（当時）の福利厚生施設として1971年（昭和46年）3月15日に完成し、2005年（平成17年）3月31日に閉鎖されるまでこの地で営業していた。
同地は会館閉鎖の翌月より東京メトロと関連会社の地下鉄ビルデイング（現・東京メトロ都市開発）による再開発が進められ、青山エムズタワーの完成に至った。